# Robert Turcan
Robert Turcan (* 22. Juni 1929 in Paris; † 16. Januar 2018 in Craponne) war ein französischer Archäologe.
Turcan studierte ab 1952 an der École normale supérieure bis zur Agrégation 1955. Von 1955 bis 1957 war er Mitglied der École française de Rome und lehrte von 1957 bis 1987 an der Universität Lyon – zunächst Latinistik, ab 1974 als Professor für Provinzialrömische Archäologie. Von 1987 bis zur Pensionierung 1994 war er Professor für Römische und Provinzialrömische Archäologie an der Universität Paris IV-Sorbonne.
Turcan war ab 1990 ordentliches Mitglied der Académie des Inscriptions et Belles-Lettres sowie korrespondierendes Mitglied des Deutschen Archäologischen Instituts.

## Veröffentlichungen (Auswahl)
- Les sarcophages romains à représentations dionysiaques. Essai de chronologie et d’histoire religieuse. de Boccard, Paris 1966 (= Dissertation).
- Mithra et le Mithriacisme. Les Belles Lettres, Paris 1979, ISBN 978-2251380230.
- Héliogabale et le sacre du soleil. Albin Michel, Paris 1985, ISBN 978-2226023162.
- Les cultes orientaux dans le monde romain. Les Belles Lettres, Paris 1989, ISBN 2-251-38001-9.
  - englisch: The cults of the Roman Empire. Blackwell, Oxford 1996, ISBN 0-631-20046-0.
- Messages d’outre-tombe. L’iconographie des sarcophages romains. de Boccard, Paris 1999.
- L’art romain. Flammarion, Paris 1995, ISBN 9782080101877.
- Constantin et son temps. Le baptême ou la pourpre? Faton, Paris 2006, ISBN 978-2878440850.
- Vivre à la Cour des Césars. Belles Lettres, Paris 2009, ISBN 978-2251338309.
- Le temps de Marc Aurèle (121–180). Une crise des esprits et de la "paix romaine". Faton, Paris 2012, ISBN 978-2878441598.